# Euphaedra cinnamomea
Euphaedra cinnamomea is een vlinder uit de onderfamilie Limenitidinae van de familie Nymphalidae. De wetenschappelijke naam van de soort is voor het eerst geldig gepubliceerd in 1918 door Lionel Walter Rothschild.